# Los Angeles Lakers
Los Angeles Lakers és una franquícia de l'NBA amb seu a Los Angeles, Califòrnia. Actualment juguen a la Divisió Pacífic de la Conferència Oest i disputen els seus partits com a local a l'Staples Center, compartint pavelló amb Los Angeles Clippers de l'NBA i Los Angeles Kings de l'NHL.
Tenen el millor percentatge de victòries (61,5%), el major nombre d'aparició en les Finals de l'NBA (31), i el segon major nombre de títols (17, darrere dels Boston Celtics amb 17 igual). A més, tenen el rècord de més partits consecutius guanyats (33) en la història de l'esport professional nord-americà, arribant a estar imbatuts des del 5 de novembre de 1971 fins al 7 de gener de 1972, data en què van perdre davant dels Milwaukee Bucks. Els Lakers només han faltat als playoffs cinc vegades en la seva història, i d'acord amb la revista Forbes, són la franquícia més valuosa de bàsquet als Estats Units, valorada en aproximadament 607 milions de dòlars.

## Història de la franquícia
- Detroit Gems 1946-1947
- Minneapolis Lakers 1947-1960
- Los Angeles Lakers 1960-avui

Els Lakers van començar la seva marxa el 1946 quan Ben Berger i Morris Chalfen van comprar els Detroit Gems, equip de l'National Basketball League, per 15.000 dòlars i el van traslladar a Minneapolis. Com que els Gems van ser de lluny el pitjor equip de l'NBL, els Lakers van tenir la primera selecció del draft de 1947, que van usar sàbiament per a escollir a George Mikan, qui seria poc després el millor pívot del seu temps. Amb Mikan, el nou entrenador John Kundla i l'arribada d'ex-jugadors de la Universitat de Minnesota, els Lakers van guanyar el campionat de l'NBL en la temporada 1947-48 i juntament amb altres tres equips de la lliga van donar el salt a la Basketball Association of America, on van guanyar el campionat de 1948-49 de la BAA. La NBL i la BAA es van fusionar per a convertir-se en l'NBA el 1949.
Després del seu moviment a Los Angeles el 1960, l'equip va unir en les seves files a altres Hall of Fames com Elgin Baylor, Jerry West o Gail Goodrich, però davant la falta de talent van ser superats repetidament pels Boston Celtics, perdent el campionat davant d'ells sis vegades en vuit anys. No va ser fins al 1972 quan quan van aconseguir un rècord de 33 victòries consecutives sota el mandat de l'entrenador de l'any Bill Sharman, el que els va dur a assegurar-se el seu primer campionat a Los Angeles.
De totes maneres, fins i tot amb la incorporació de Kareem Abdul-Jabbar, no van ser capaços de guanyar un altre campionat fins a l'arribada d'Earvin "Magic" Johnson el 1979, derrotant els Philadelphia 76ers gràcies a una actuació que li va valer per a ser el MVP al rookie Johnson, qui, sent titular per la lesió d'Abdul-Jabbar, va anotar 42 punts, 15 rebots i 7 assistències per a encadenar les sèries. Sota el comandament de Pat Riley, una antic jugador dels Lakers, l'equip es va convertir en el més dominant dels anys 80, apareixent en les finals vuit vegades en la dècada i sent coronats campions en cinc ocasions, incloent dos campionats consecutius el 1987 i 1988, el primer equip a fer-ho des de Boston el 1969.
Recentment, als Lakers els van sorgir una sèrie de problemes fora de la pista, protagonitzats per O'Neal, Bryant i Jackson. En 2004 O'Neal va ser traspassat als Miami Heat i Jackson es va retirar temporalment. Després que els Lakers sofrissin molt en la temporada 2004-05, Jackson va tornar a l'any següent a ocupar el càrrec d'entrenador. L'equip, liderat únicament per Bryant, va tornar a jugar els playoffs, caient derrotats enfront dels Phoenix Suns en la primera ronda.

### Orígens: Detroit Gems
Els Lakers van començar la seva existència amb el nom de Detroit Gems, jugant a l'NBL. El propietari original de la franquícia va ser l'empresari C. King Boring. L'equip va disputar una temporada a l'NBL sota el nom de Gems. El pobre resultat tant esportiu com financer va fer que el 1947 Ben Berger i Morris Chalfen compressin els Gems per 15.000 dòlars i el traslladessin a Minneapolis.

### La 1a dinastia: Minneapolis Lakers

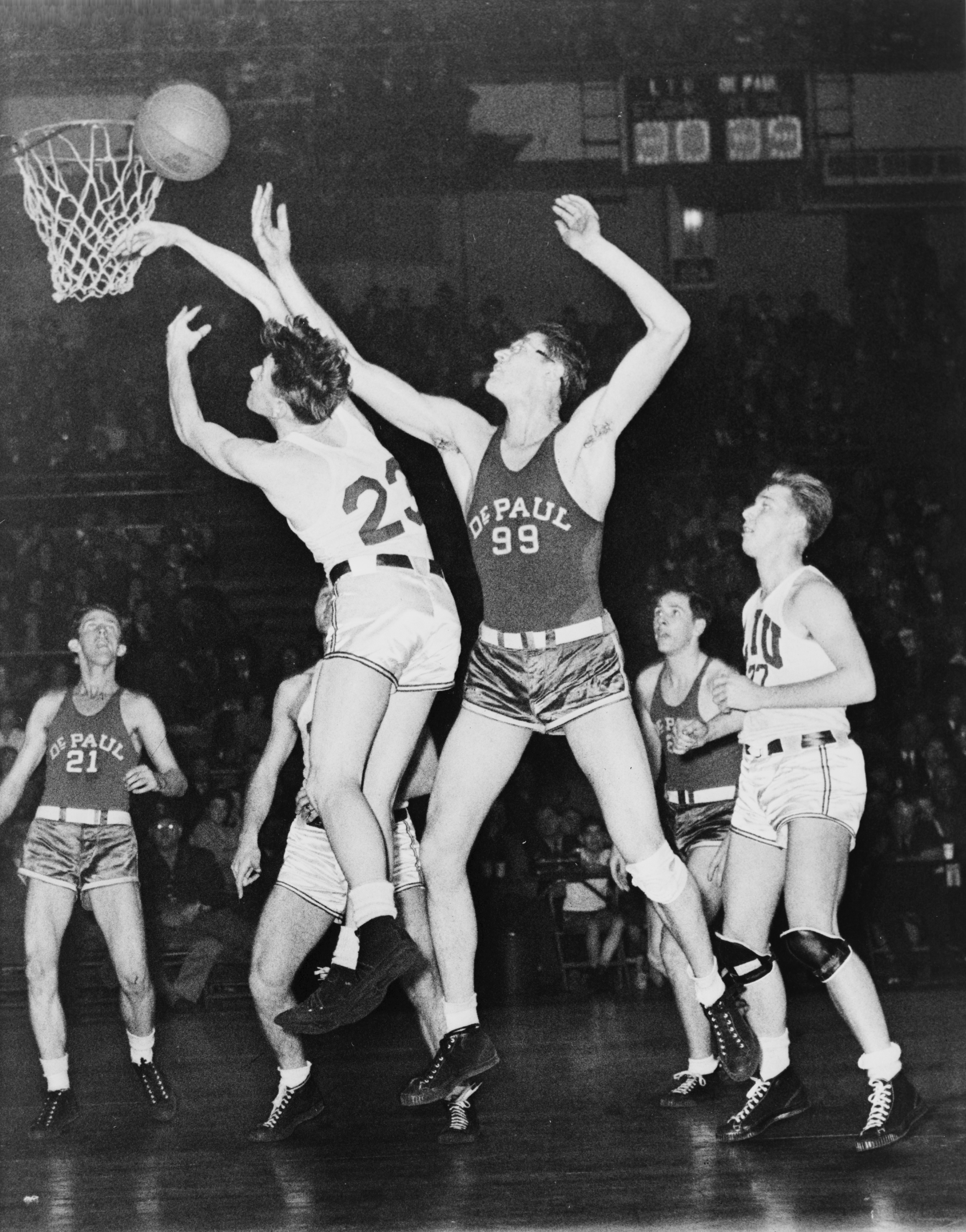
George Mikan, primera estrella dels Lakers.

L'arribada de George Mikan va impulsar la primera dinastia a l'NBA. Aquest potent pivot de 2,08 m va començar a l'NBL. En la seva segona temporada, el propietari de l'equip va crear una lliga professional paral·lela, la Professional Basketball League of America, que va fracassar a l'any de la seva arrencada, el que va propiciar que, en un draft especial recalés als Minneapolis Lakers, llavors en l'National Basketball Association. Amb Mikan, el nou entrenador John Kundl i l'arribada d'ex-jugadors de la Universitat de Minnesota, els Lakers van guanyar el campionat de l'NBL a la temporada 1947-1948 i juntament amb altres tres equips de la lliga van donar el salt a l'NBL, on van guanyar el campionat de 1948-49 de la BAA. La NBL i la BAA es van fusionar per convertir-se en l'NBA l'any 1949.
Els Minneapolis Lakers van ser l'equip més important de la recentment fundada NBA. Amb membres del Hall of Fame com George Mikan, Vern Mikkelsen, Jim Pollard, Slater Martin i Clyde Lovellette, es van convertir en la primera dinastia de l'NBA, guanyant cinc campionats en sis anys (1949, 1950, 1952, 1953 i 1954).
A la temporada 1958-59 va arribar a Minneapolis, via draft, la segona gran estrella a la història dels Lakers, Elgin Baylor. El novell va aconseguir el rookie de l'any i va aconseguir revitalitzar l'equip, que va tornar a arribar a les Finals el 1959. Al final de la temporada, Kundl va presentar la seva dimissió com a entrenador, amb 5 títols com a entrenador dels Lakers.

### Els 60: Els Lakers arriben a Los Angeles
Des de la retirada de Mikan, els Lakers van perdre afició, l'assistència al Minneapolis Auditorium havia disminuït. Això va portar a la franquícia a replantejar-se la situació i va fer que el 1957, Ben Berger acabés venent l'equip a Bob Short. Aquest va manifestar la seva intenció de traslladar l'equip a una altra ciutat si no obtenia el suport dels aficionats de Minneapolis. El 25 d'abril de 1960, Bob Short va anunciar que els Minneapolis Lakers passaven a ser Los Angeles Lakers, l'equip marxava a Califòrnia.

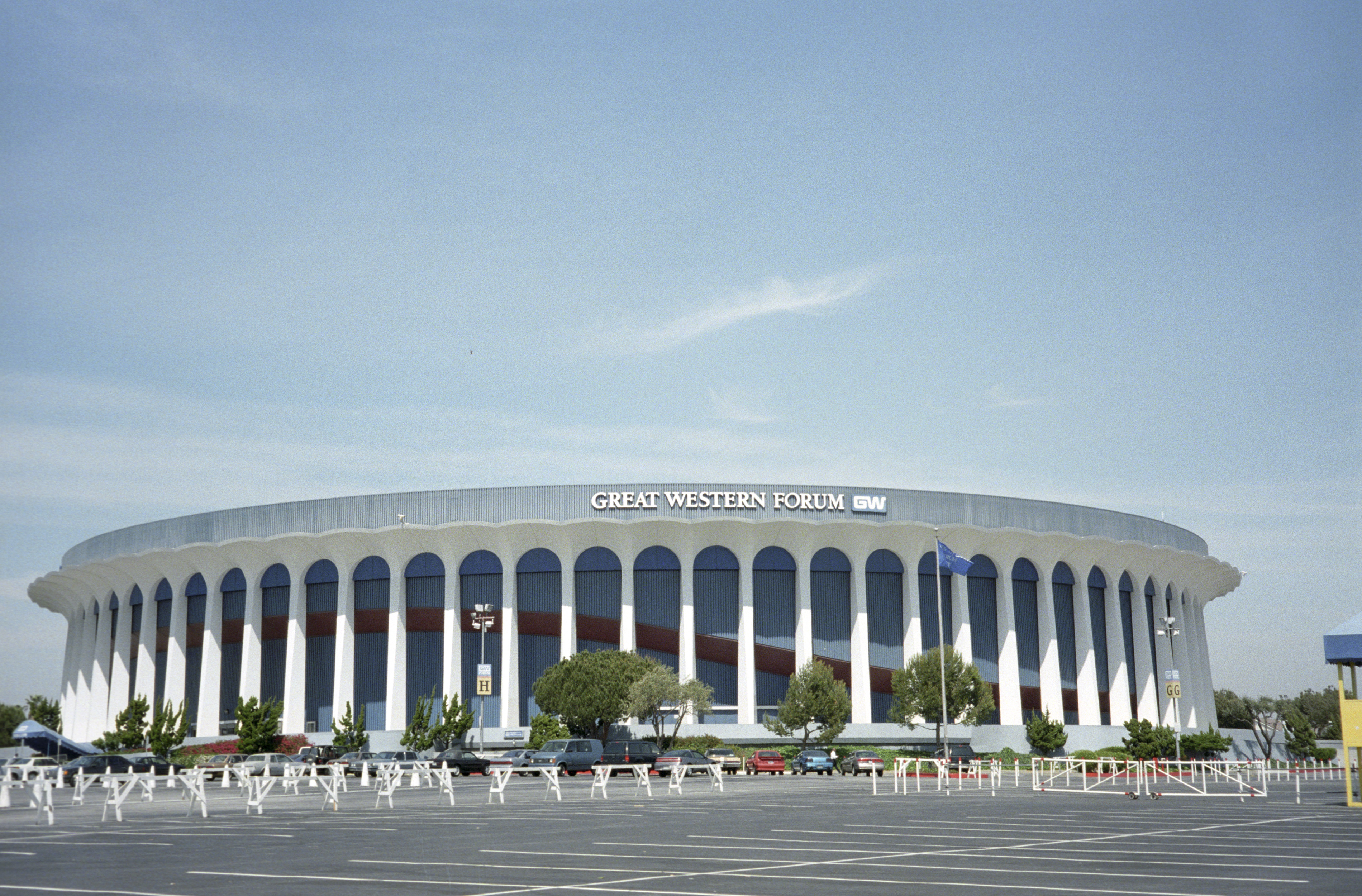
El Great Western Fòrum, pavelló de l'equip des del 1967 fins al 1999

Short va arribar a Los Angeles amb un equip competitiu, encara que allunyat del potencial dels Boston Celtics i dels  Saint Louis Hawks. El millor reforç havia de procedir de nou del draft. Es tractava de Jerry West, elegit en 2a posició procedent dels West Virginia Mountaineers. Amb West va arribar també Fred Schaus, el seu entrenador a la universitat. El tècnic es va mantenir fins al 1967 i va tornar als Lakers a unes finals en la campanya 1961-62, però van caure derrotats davant dels Boston Celtics per 4-3. Aquesta seria la tònica general de la seva estada a Los Angeles, en 7 anys va jugar ni més ni menys que 4 Finals, caient en totes a les mans dels Boston Celtics d'Auerbach i Bill Russell. En aquestes finals de l'NBA del 1962, Baylor va establir un rècord d'anotació en playoffs que va perdurar fins al 1986. Els 61 punts que va endossar a Boston el 14 d'abril només han estat superats per Michael Jordan, que precisament va trencar aquest rècord a Boston amb 63 punts, 24 anys després.
Aquesta època va veure néixer una rivalitat que va perdurar fins als nostres dies. Una altra de les rivalitats que no va perdurar fins a l'actualitat va ser la que van protagonitzar amb els Hawks de Pettit. Els moviments també es van succeir a les oficines, Jack Kent Cooke es va convertir el 1965 en el nou propietari de l'equip després de comprar la franquícia per 5 milions de dòlars. Los Angeles Lakers van deixar el Sports Arena i es van mudar al flamant Forum el 1967, amb l'arribada del nou entrenador Bill van Breda Kolff, que es va mantenir fins al 1969, dues temporades on els angelins van arribar a sengles Finals amb idèntica sort, 4-3 pels Celtics. Per frenar l'efecte de Bill Russell, Cooke va aconseguir el 4 vegades MVP, Wilt Chamberlain, formant amb Baylor i West, un trio anotador molt prolífic. Goodrich, una de les claus d'aquests Lakers, va marxar als Phoenix Suns a causa del draft d'expansió d'aquesta temporada. Tot i les 6 finals que van perdre aquests Lakers van passar a la història com un dels millors equips de tots els temps.

### 1972: Primer títol a Los Angeles
Van començar la dècada com la van acabar, arribant a les finals però caient davant dels New York Knicks de Willis Reed i Walt Frazier. A l'any següent, en la temporada 1970-1971, Gail Goodrich va tornar a l'equip però Baylor es va passar l'any en blanc. Però la història tornava a repetir-se en els playoffs, en aquesta ocasió són els Milwaukee Bucks de Lew Alcindor els que exerceixen de botxí en les finals de conferència.

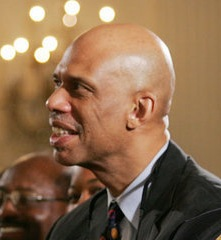
Kareem Abdul-Jabbar, un dels emblemes dels Lakers

La temporada 1971-72 va ser una campanya històrica, la franquícia va batre el seu rècord de victòries, 69 (rècord només superat en la temporada 1995-96 pels Chicago Bulls), incloent la mítica ratxa de 33 victòries consecutives, la més llarga en la història de l'esport americà professional. Van posar la guinda amb el primer títol a Los Angeles, un campionat que els Lakers no guanyaven des del 1954. La temporada va començar amb l'arribada de l'antic jugador dels Celtics Bill Sharman com a entrenador. Sharman va explotar totes les qualitats defensives de Chamberlain. Aquest experiment va resultar molt reeixit, ja que Wilt va ser triat en el millor quintet defensiu de la temporada per primera vegada en la seva carrera.
Goodrich va ser el màxim anotador de l'equip amb 25/09 punts. Per fi, Chamberlain i West guanyarien el seu primer i únic títol amb els Lakers, a la primera temporada sense Baylor. Es van venjar, primer de Milwaukee i Jabbar vencent en les Finals de Conferència per 4-2, i després, en les Finals de l'NBA, dels New York Knicks. Un any després de la retirada de "Mr Logo", ni tan sols es classificarien pels playoffs, per primera vegada en 17 anys.
El 1976, Kareem Abdul-Jabbar va arribar als Lakers procedent dels Milwaukee Bucks. En el seu primer any a Califòrnia va aconseguir el seu quart MVP de la Temporada, però l'equip va fracassar un any més en playoffs caient eliminats en Semifinals de Conferència davant dels Portland Trail Blazers. Els Seattle SuperSonics van fer el mateix el 1978 

### Els 80: Els anys daurats del Showtime
Els Lakers de la temporada 1979-80 van aconseguir el número 1 en el draft. El triat va ser Magic Johnson, dels Michigan State Spartans. A més, els Lakers van canviar de propietari quan la franquícia va ser adquirida per Jerry Buss. Larry Bird, el seu gran rival universitari, va anar als Celtics, renaixent així la gran rivalitat que tots dos equips van tenir en la dècada dels 60 i ells en particular en l'NCAA.
Kareem Abdul-Jabbar va aconseguir el seu sisè MVP i Los Angeles va finalitzar amb un rècord de 62-20. Però malgrat el MVP de Jabbar el gran protagonista de la temporada va ser Magic, que va posar la guinda amb l'anell de campió en un 6è partit antològic. A la final esperaven els Philadelphia 76ers de Julius Erving. Jabbar no va poder jugar per culpa del turmell i Magic, jugant de pivot, va signar 42 punts, 15 rebots i 7 assistències per guanyar el partit, l'anell i el MVP de les Finals de l'NBA. Sota el comandament de Pat Riley, que va substituir Paul Westhead a la temporada 1981-82, l'equip es va convertir en el més dominant dels 80, aconseguint passar de les 60 victòries en 6 temporades, apareixent en les finals vuit vegades en la dècada i sent coronats campions en cinc ocasions, incloent dos campionats consecutius en la temporada 1986-87 davant dels Boston Celtics i la temporada 1987-1988 davant dels Detroit Pistons, el primer equip a fer-ho des del Celtics el 1969. A la història van passar els enfrontaments que van oferir els Lakers i els Celtics en les seves 3 finals, amb imatges històriques com el junior sky-hook de Magic per guanyar el 6è partit de 1987 al Boston Garden. Al costat de Johnson, James Worthy i Abdul Jabbar, els Lakers tenien escuders com Byron Scott, Michael Cooper, Kurt Rambis, Jamaal Wilkes, AC Green (aquests dos últims sense arribar a coincidir). La fi del showtime va arribar després de la derrota a les Finals de l'NBA de 1989 davant dels Detroit Pistons. Magic Johnson va guanyar el seu 2n MVP de l'NBA mentre que Abdul-Jabbar va anunciar la seva retirada del bàsquet professional amb 42 anys. Jerry Buss, Jerry West i Pat Riley van veure la necessitat de reconstruir l'equip. D'aquesta manera es posava fi a la dècada més reeixida de la història de la franquícia.

### 1990-1995: La fi d'una era
Els Lakers van semblar adaptar-se bé a l'absència de Jabbar. El jove Vlade Divac va ocupar el seu lloc com a pivot titular, ajudant els Lakers a guanyar 63 partits a la temporada 1989-90 i el seu novè títol de divisió consecutiu, i a més Johnson nomenat de nou MVP. Però en els playoffs van ser eliminats sorprenentment pels Phoenix Suns en les Semifinals de Conferència per 4-1. Riley va decidir abandonar la banqueta i va ser reemplaçat per Mike Dunleavy. Michael Cooper, un altre dels grans dels anys del Showtime, també es va retirar.

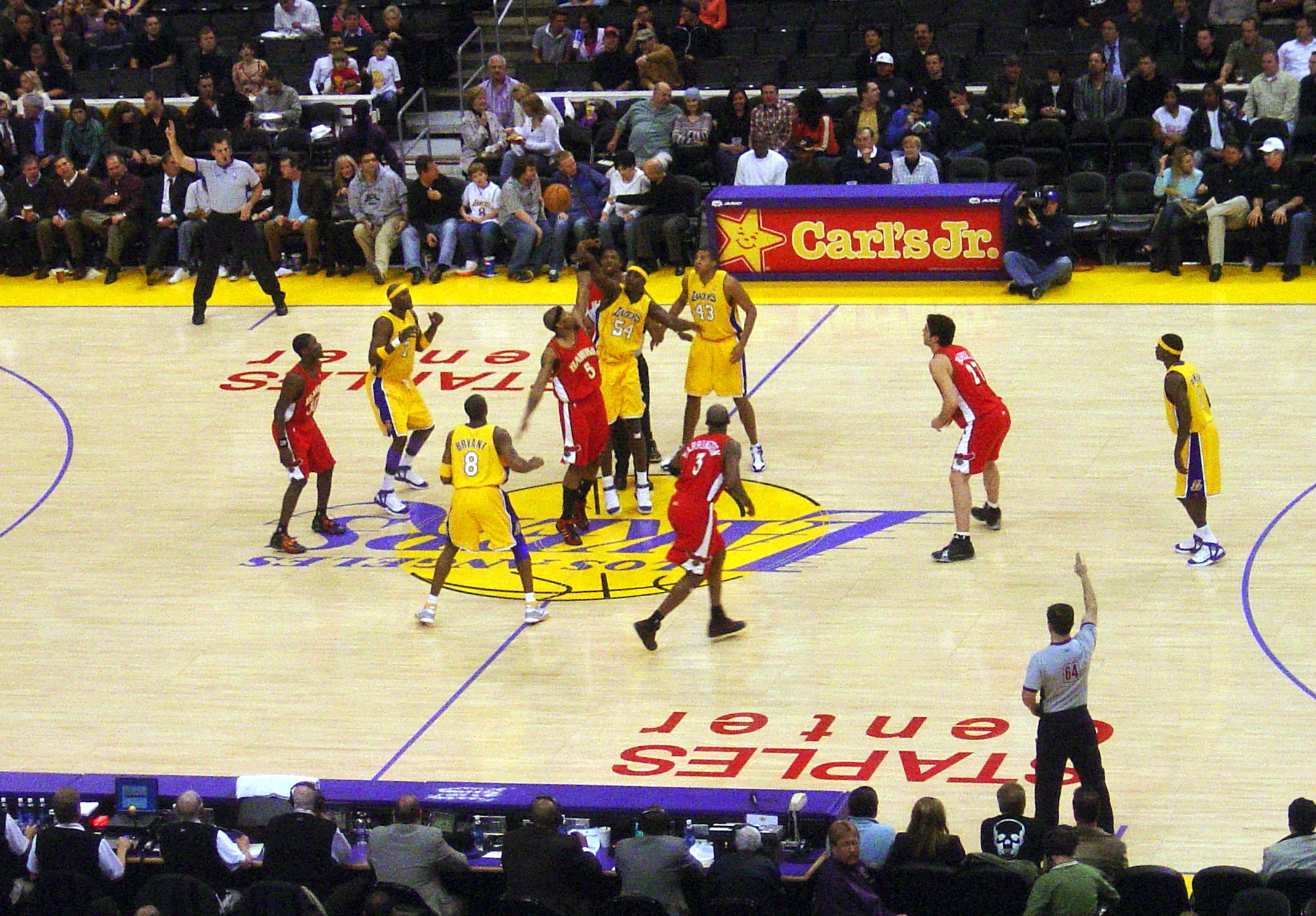
El Staples Center, llar de l'equip des de 1999.

Un any després l'equip va aconseguir de nou les finals, encara que malauradament es van topar amb els Chicago Bulls de Michael Jordan i Phil Jackson, que començaven el seu nou regnat a la lliga.
El 7 de novembre de 1991, Magic Johnson va commocionar el món anunciant que era portador del virus VIH (sida) i que es retirava immediatament. Malgrat la seva retirada, va ser seleccionat per disputar l'All-Star Game de 1992, on va ser nomenat MVP del partit. El 1992, 1993 i 1994 els Lakers van passar la seva particular travessia pel desert, només dues participacions en playoffs i caient en primera ronda. En la temporada 1994-95 els Lakers van ser un dels equip més millorats (1948-1934) i tornant als playoffs. Harris va ser nomenat Entrenador de l'Any i Jerry West el millor executiu de l'any. Cedric Ceballos es va convertir en el primer jugador de la franquícia en 20 anys a anotar 50 punts en un partit. Els Lakers van guanyar la seva primera sèrie dels playoffs en l'era post-Magic, batent als Seattle SuperSonics, tot i que després van perdre davant dels San Antonio Spurs. Al final del curs, Worthy es va retirar del bàsquet després de 12 anys vestint la samarreta dels Lakers. El 30 de gener de 1996, Magic Johnson va tornar a les pistes davant dels Golden State Warriors. Magic, que comptava amb 36 anys, va jugar a un gran nivell en les seves primeres setmanes del seu retorn i va ajudar l'equip a collir un balanç de 29-11 amb ell a la pista. Els Lakers van caure en primera ronda dels playoffs en mans dels Houston Rockets per 3-1, retirant-se definitivament Magic Johnson després de l'eliminació.

### 1996-1999: O'Neal & Bryant, motius per somiar
Durant l'estiu de 1996, Jerry West aconsegueix el fitxatge del pivot Shaquille O'Neal, que arribava com a agent lliure procedent de l'Orlando Magic. A més, va traspassar a Divac als Charlotte Hornets pels drets del jove de 18 anys Kobe Bryant. Al llarg de la temporada regular, també va traspassar a Ceballos als Phoenix Suns a canvi de Robert Horry. Els Lakers van aconseguir 56 victòries i van derrotar els Portland Trail Blazers en la primera ronda dels playoffs. En Semifinals de Conferència van caure davant dels Utah Jazz de John Stockton i Karl Malone per 4-1. En la temporada 1997-98, els Lakers aconsegueixen el millor inici de temporada de la història de la franquícia, amb 11 victòries, i un balanç final de 61-21. A més, quatre jugadors dels Lakers (O'Neal, Bryant, Van Exel i Jones) van ser escollits per disputar l'All-Star Game, cosa que no passava des del 1983. Però per segon any consecutiu, els Jazz van eliminar els Lakers, aquesta vegada en les Finals de Conferència per un contundent 4-0. L'any del lockout els Spurs els van donar tot un recital en Semifinals de Conferència per 4-0, fet i fet els campions de la lliga. En aquesta sèrie, es van jugar els dos últims partits de playoffs al Great Western Fòrum.

### 2000-2002:Three-peati retorn a la glòria

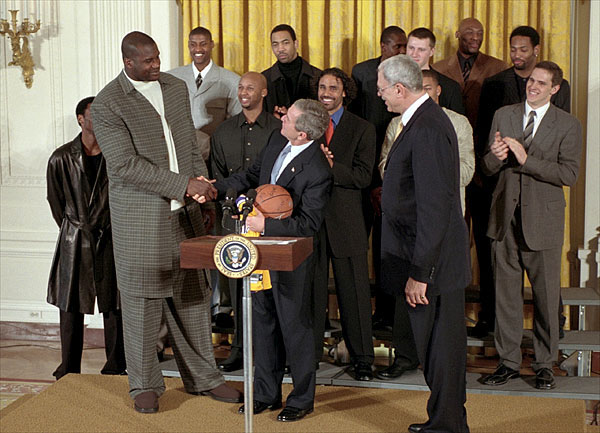
O'Neal i els Lakers a la Casa Blanca després de guanyar l'anell del 2001.

La temporada 1999-2000 va ser el principi d'una nova era en la història dels Lakers. L'equip va contractar l'entrenador Phil Jackson, líder dels Chicago Bulls de Jordan, i per primera vegada en 31 anys jugarien els seus partits de casa en un lloc que no fos el Great Western Fòrum, ja que un nou pavelló, el Staples Center, va ser construït al centre de la ciutat.
Després d'una temporada regular brillant (67-15) en la qual Shaquille O'Neal va aconseguir el MVP de la temporada i el MVP de l'All-Star Game, els Lakers arribaven als playoffs més forts que mai en els últims anys. Van patir per eliminar els Sacramento Kings (3-2), encara que en les Semifinals de Conferència no van tenir problemes per batre els Phoenix Suns. En les Finals de Conferència, els Lakers van derrotar en una intensa sèrie els Portland Trail Blazers per 4-3, després de portar els angelins un avantatge de 3-1. En el 7è partit, l'equip va remuntar el major desavantatge efectuat en l'últim quart en la història dels playoffs (13, superant el rècord que ells mateixos ostentaven des del 1973 (6), compartit amb els Warriors (1975) i els Bullets (1979)) per alçar-se a les seves primeres Finals des de 1991 després de superar finalment 89-84 gràcies a un 31-13 en l'últim quart.
Després d'eliminar els Blazers, els Lakers es van enfrontar davant dels Indiana Pacers en les Finals de 2000, les primeres des de 1991. L'equip va vèncer en sis partits, guanyant el primer anell des de l'any 1988. O'Neal va ser nomenat amb el seu primer MVP de les Finals, aconseguint el seu tercer MVP en aquesta temporada.

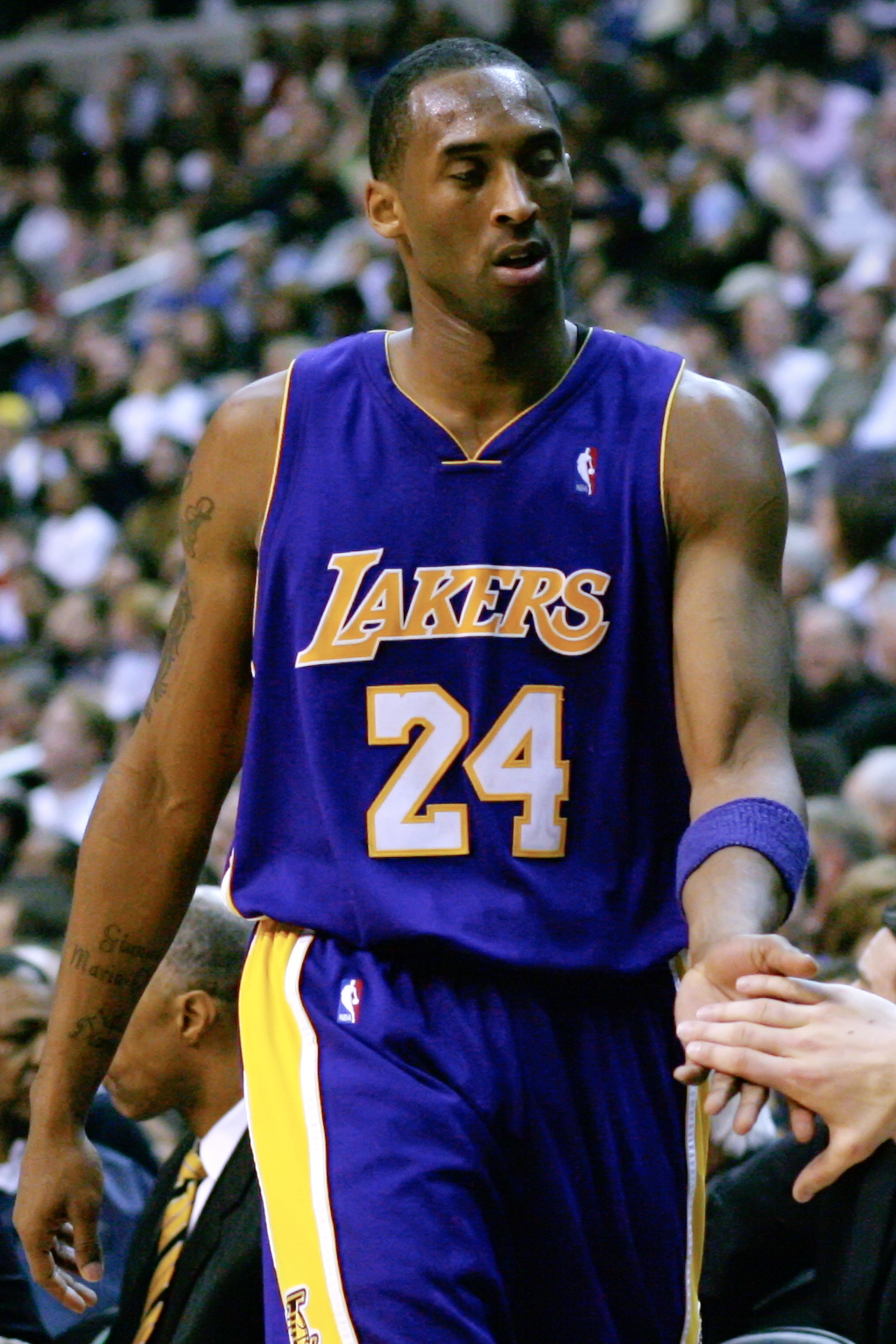
Kobe Bryant, clau en els 5 anells.

En els següents playoffs, els Lakers van eliminar a Portland, Sacramento i San Antonio Spurs sense perdre cap partit, arribant en un estat de forma magnífica a les Finals de l'NBA, que s'enfrontaven als Philadelphia 76ers d'Allen Iverson. Després de començar perdent, van remuntar per endur-se un 4-1, aconseguint el back-to-back. Amb mitjanes de 33.0 punts i 15.8 rebots per partit, O'Neal va ser nomenat de nou MVP de les finals. A la temporada 2001-02 es va consumar el three-peat. els Lakers es convertien en el primer equip a aconseguir 16 victòries en els primers 17 partits de la lliga des dels Chicago Bulls de la temporada 1996-97. Secundaris com Ron Harper, Horace Grant, Tyronn Lue i Greg Foster, van ser reemplaçats per Lindsey Hunter, Samaki Walker i Mitch Richmond.
Els Lakers van arribar als playoffs com el tercer millor equip de l'Oest. Eliminant Portland per tercera vegada consecutiva, van fer el mateix amb els Spurs i en la Final de Conferència esperaven els Kings. Després d'anar perdent 2-1 en la sèrie, el quart partit van poder sentenciar l'eliminatòria i van canviar la història dels Kings, però Robert Horry va salvar els Lakers amb un triple històric (100-99) per empatar l'eliminatòria a dos. En el cinquè partit, una cistella de Mike Bibby in extremis retornava la il·lusió als de Sacramento, però va durar poc, ja que els dos següents partits van ser victòries dels Lakers, i amb això, el seu pas a les finals. En elles es trobarien amb els New Jersey Nets de Jason Kidd, fent la seva primera aparició en unes finals. Els californians van solucionar l'eliminatòria per la via ràpida, escombrant al seu rival (4-0) i aconseguint el three-peat (tercer anell consecutiu). O'Neal va ser guardonat amb el seu tercer i últim MVP de les Finals, sent al costat de Michael Jordan l'únic jugador en aconseguir-ho de forma consecutiva 3 vegades. Un any després, la franquícia a penes va aconseguir les 50 victòries llastrada per les lesions d'O'Neal. Això va fer que Bryant es convertís per primera vegada en el màxim anotador de l'equip durant la temporada regular superant el mateix O'Neal. Ja en playoffs, van superar als Minnesota Timberwolves per 4-2, per caure en Semifinals de Conferència davant del campió, San Antonio Spurs. Després del fracàs de la temporada 2002-2003, a l'any següent, la franquícia va fitxar als veterans Karl Malone i Gary Payton, que van arribar per pocs diners amb la idea de guanyar el seu primer anell. Sobre el paper, els Lakers conformaven un equip per tornar a guanyar l'anell. No obstant això va ser un any dur, Malone es va lesionar del genoll, Bryant va ser acusat d'agressió sexual i van començar els primers frecs entre O'Neal i Bryant. Tot i això l'equip va guanyar el títol de la Divisió Pacífic. Sense Horry en playoffs, Derek Fisher va salvar l'equip en el cinquè duel de les Semifinals de Conferència davant dels Spurs anotant una cistella a falta de 0,4 segons que donava el partit als californians. Posteriorment, els Lakers eliminarien als mateixos Spurs i als Minnesota Timberwolves per accedir a les Finals de l'NBA, on van caure apallissats, sorprenentment, davant dels Detroit Pistons per 4-1.

### 2004-2007: La reconstrucció

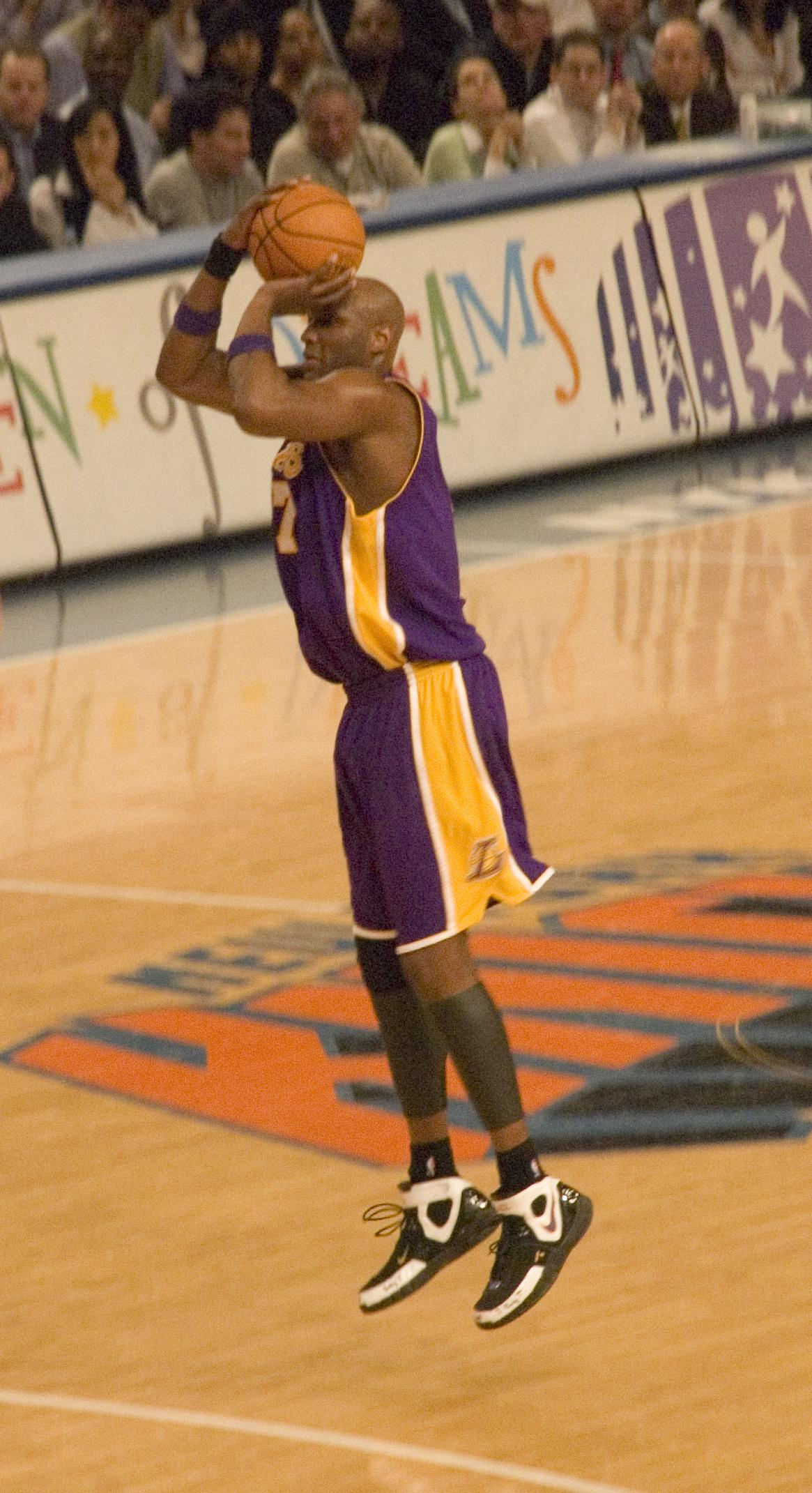
Lamar Odom va arribar als Lakers per O'Neal a l'any 2004.

Després del fracàs de l'any anterior els Lakers van començar la seva particular reconstrucció. Phil Jackson va deixar la banqueta, sent substituït per Rudy Tomjanovich. Shaquille O'Neal se'n va anar rumb a Miami a canvi de Lamar Odom, Brian Grant, Caron Butler i una futura elecció de primera ronda del Draft. D'igual manera, Rick Fox i Gary Payton van ser traspassats als Boston Celtics per Chris Mihm, Marcus Banks i Chucky Atkins. Derek Fisher, descontent per la falta de minuts, va signar per Golden State, mentre que Karl Malone va optar per retirar-se.
A pesar que la temporada 2004-05 va començar bé, la marxa de Tomjanovich per qüestions de salut, i les contínues lesions de Kobe i de Odom van afectar l'equip, que no va aconseguir classificar-se pels playoffs per cinquena vegada en la seva història. L'equip va sortir derrotat en 19 dels últims 21 trobades de la fase regular, per a un balanç final de 34-48.
La temporada 2005-06 va estar marcada pel retorn de Phil Jackson a la banqueta dels Lakers. L'equip va fitxar a Kwame Brown de Washington Wizards a canvi de Caron Butler i Chucky Atkins, i va seleccionar en el draft a Andrew Bynum, procedent de l'institut. El 22 de gener de 2006, Bryant va entrar en la història de la NBA en anotar 81 punts en la victòria davant Toronto Raptors. Va ser la segona màxima anotació en un partit, darrere dels 100 de Chamberlain en 1962.
Els Lakers es van classificar pels playoffs amb un balanç de 45-37, però van caure derrotats en primera ronda enfront de Phoenix Suns malgrat anar guanyant l'eliminatòria per 3-1. El MVP Steve Nash va liderar als Suns en la remuntada.

### 2007-2011: El ressorgir
Després de recuperar a Fisher, procedent de Utah Jazz l'equip va tenir un inici de temporada bastant bo, amb una aportació notable d'Andrew Bynum com a pivot titular. No obstant això, al gener una lesió va obligar a l'entrenador a prescindir del pivot la resta de la temporada i buscar un substitut de garanties: Pau Gasol. En una fugaç operació, Kwame Brown, Javaris Crittenton i Aaron McKie, a més dels drets sobre Marc Gasol i de dues eleccions de primera ronda pel Draft, van anar a parar a Memphis Grizzlies a canvi de Pau i una elecció de segona ronda. L'arribada de Gasol i un Bryant estel·lar van ser les claus perquè els Lakers finalitzessin la temporada en el primer lloc de la Conferència Oest.
El 7 de maig, Bryant va ser nomenat per primera vegada en la seva carrera MVP, per davant de Chris Paul i Kevin Garnett.

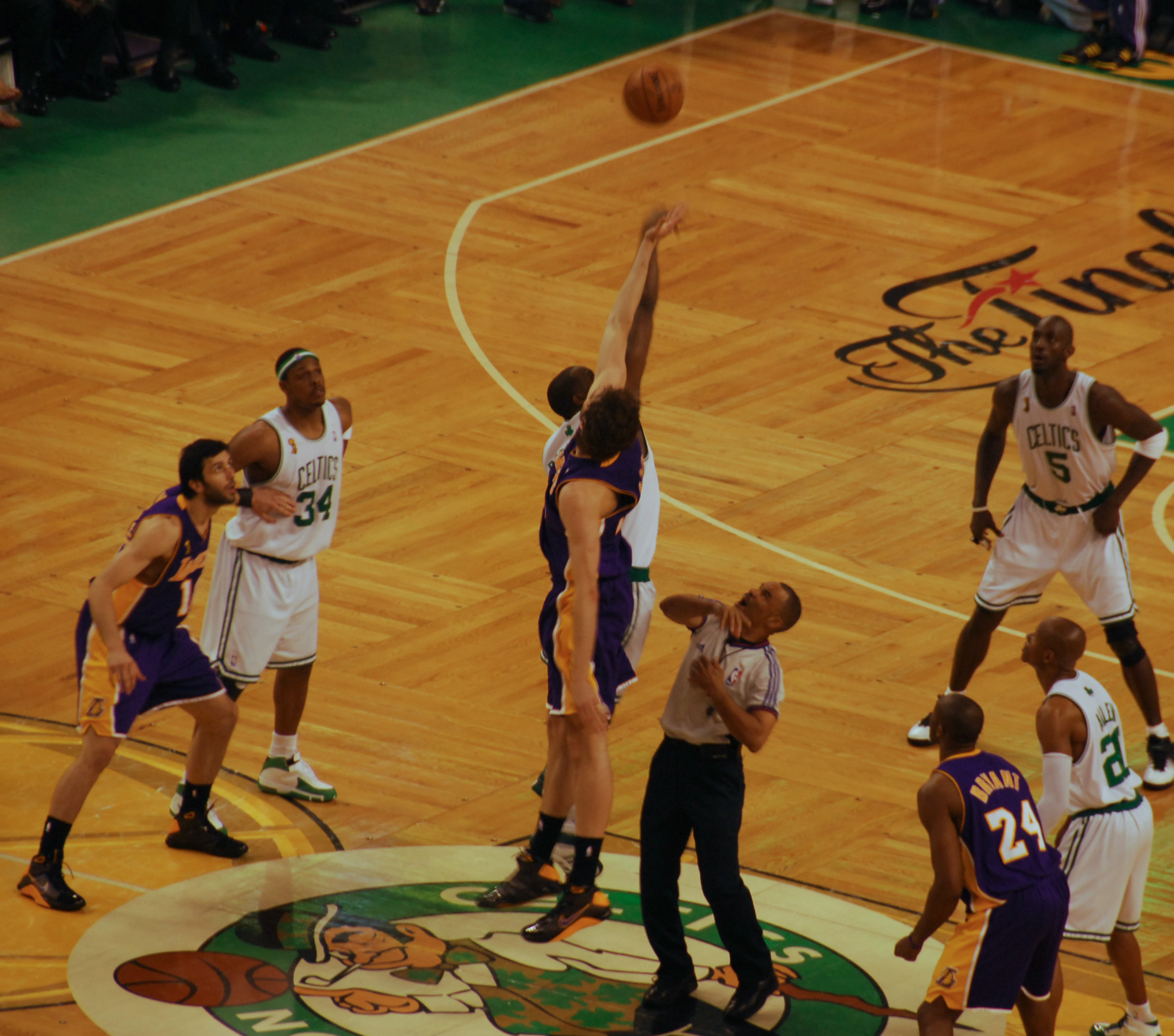
Salt inicial del segon partit de les finals entre Kendrick Perkins i Pau Gasol.

En playoffs, els Lakers van escombrar en primera ronda a Denver Nuggets per 4-0. En semifinals de Conferència, el seu rival va ser Utah Jazz. Després de començar els dos primers partits a casa guanyant, els Lakers es van deixar empatar l'eliminatòria a domicili. Dues victòries més dels Lakers, una a casa i una altra en Utah, van certificar la passada dels californians a les finals de Conferència. En elles, van eliminar a Sant Antonio Spurs per 4-1 i van accedir a les Finals de la NBA per primera vegada des de 2004. En el primer partit de la sèrie, els Lakers van remuntar 20 punts de diferència als Spurs per guanyar el partit, mentre que en el segon els van derrotar per un marge de 30 punts (101-71). Ja en el cinquè i fet i fet últim, Gasol va batre la seva marca personal de rebots en un partit amb 19.
En les finals es van trobar amb Boston Celtics 21 anys després i van jugar les seves primeres finals des de 2004 i la 29.ª en la seva història. Després de dues victòries dels Celtics en Boston, la sèrie es va ser para Los Angeles amb l'obligació dels Lakers de guanyar els tres partits per continuar vius en la lluita per l'anell. Van guanyar el tercer i cinquena trobada de la sèrie, perdent la cambra en deixar escapar una diferència de 24 punts sobre els Celtics (major remuntada en la història de les finals). Ja en el sisè, els Celtics van sentenciar amb un clar 92-131.

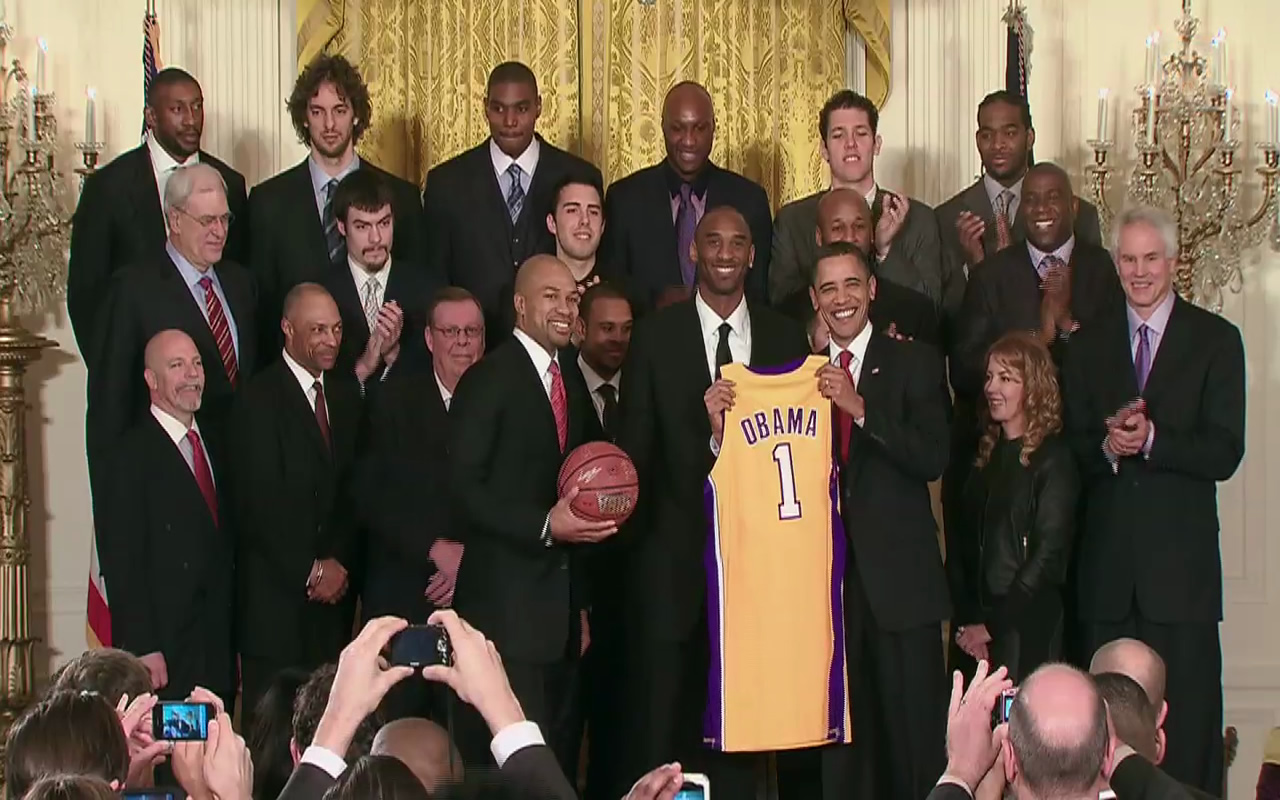
Els Lakers, rebuts per Obama després de guanyar el títol en 2009.

A l'any següent, després de superar la dura derrota en les finals davant els Celtics, obtenen una temporada regular arrolladora en la qual aconsegueixen el millor balanç de victòries de la Conferència Oest (65-17). D'aquesta manera els Lakers aconsegueixen ingressar en els Playoffs fàcilment on s'enfronten en primera ronda als Utah Jazz, que aconsegueixen vèncer 4-1, per després disputar una dura sèrie davant uns crescuts Houston Rockets, que van donar la baralla fins al setè partit de la sèrie. En les finals de Conferència els Lakers s'enfrontarien als Denver Nuggets, però l'equip va aconseguir elevar el seu nivell en la pista liderats pel magnífic joc de Kobe Bryant i venç 4-2, per accedir a les finals on van aconseguir la seva 15º campionat de la NBA, derrotant a Orlando Magic en les finals per 4-1. Bryant va ser nomenat MVP de les finals després de fer una mitjana de 32,4 punts, 5,6 rebots i 7,4 assistències, i Phil Jackson es va convertir en l'entrenador més laureado de la lliga amb 10 anells, superant a Xarxa Auerbach.
En 2010, els Lakers van tornar a qualificar-se pels playoffs amb un balanç de 57-25 durant la temporada regular. En la primera ronda van vèncer els Oklahoma City Thunder, liderats per Kevin Durant, per 4-2. En semifinals de conferència van derrotar els Utah Jazz de Deron Williams per 4-0, que van acusar la baixa per lesió de Mehmet Okur. En les Finals de Conferència van vèncer 4-2 als Phoenix Suns, aconseguint les finals on van aconseguir el campionat de la NBA, en derrotar per 4-3 als seus eterns rivals, els Boston Celtics, novament de la mà de Kobe Bryant, MVP per segon any consecutiu.
La temporada 2010-11 va ser irregular pels Lakers. En el mes de gener, l'entrenador Phil Jackson va anunciar que seria la seva última campanya com a entrenador de bàsquet. Malgrat tot, van acabar la temporada regular amb 57 victòries i 25 derrotes. L'11 de gener, van aconseguir la victòria davant Cleveland Cavaliers per 55 punts, 112-57, sent la menor xifra de punts anotada per un equip contrari davant els Lakers en la història de la lliga. En playoffs, van caure en les semifinals de conferència de forma contundent davant Dallas Mavericks per 4-0.

### 2011-2012: Etapa Post-Phil Jackson

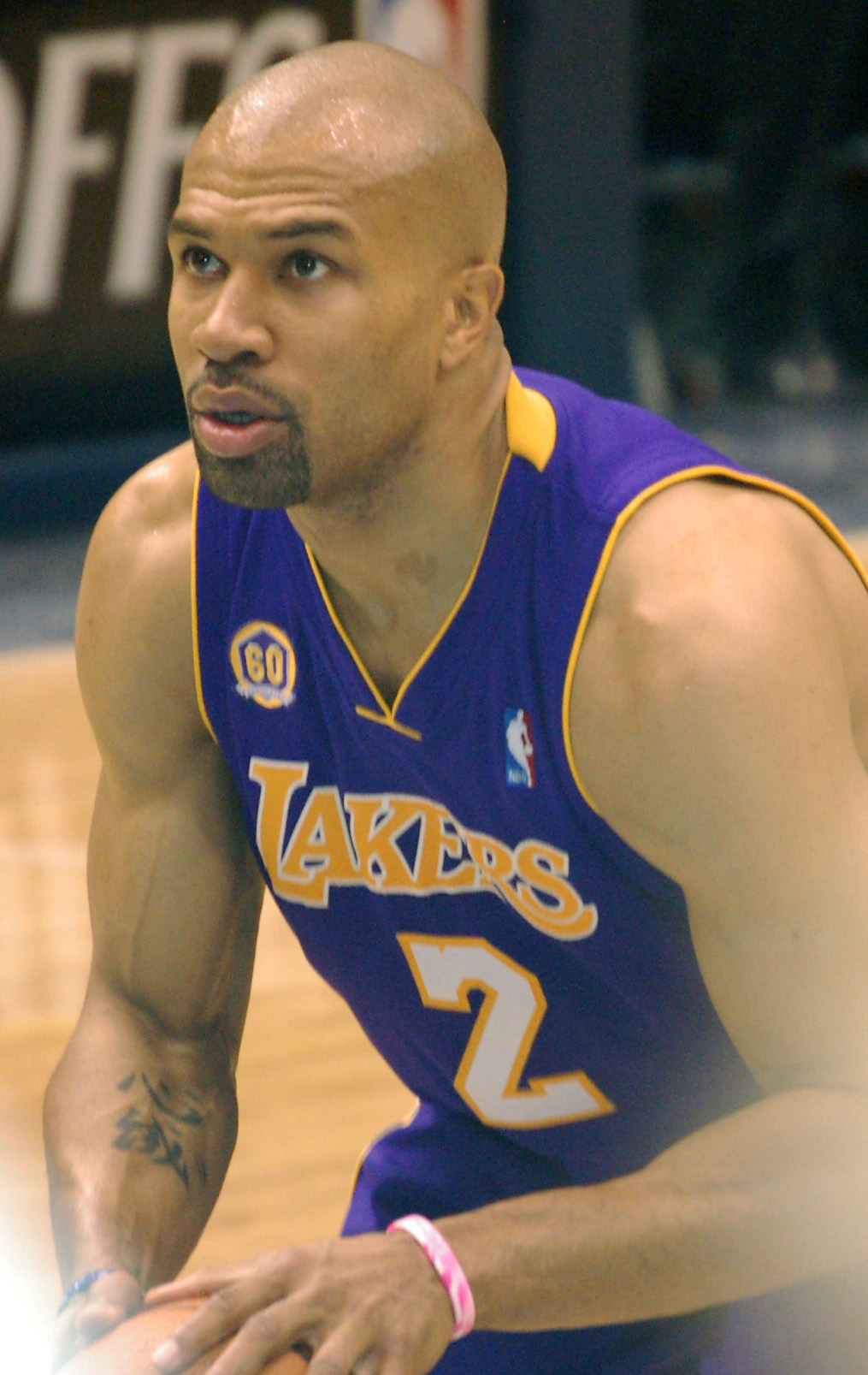
Derek Fisher, després de 13 temporades en els Lakers, abandonava l'equip.

El 25 de maig de 2011 van fitxar al exentrenador de Cleveland Cavaliers Mike Brown per 4 temporades i 18 milions de dòlars. Segons el General Manager Mitch Kupchak, Brown va ser el triat pels seus conceptes defensius. Setmanes més tard es van fer amb els serveis de Ettore Messina com a entrenador assistent.
El 11 de desembre de 2011, després del fallit traspàs de Lamar Odom a New Orleans Hornets, finalment és enviat als vigents campions de la NBA, els Dallas Mavericks. Dies més tard es van fer amb els serveis de Jason Kapono, Josh McRoberts i Troy Murphy. Al final, després de no poder fer-se ni amb Chris Paul, que va fitxar pels Clippers ni amb Dwight Howard, que va decidir renovar un any més amb els Orlando Magic, i després d'una temporada plena de rumors amb els traspassos, especialment en la posició de base, es van fer l'últim dia habilitat per a traspassos amb Ramon Sessions, procedent dels Cleveland Cavaliers, juntament amb Christian Eyenga, manant a Ohio a Luke Walton i Jason Kapono, encara que el més destacat i sorprenent del dia fos l'adéu d'un històric com Derek Fisher, traspassat a Houston Rockets a canvi de Jordan Hill. S'esperava la sortida d'un base, però era la de Steve Blake, mai la del considerat com el 'etern capità'. Des d'aquest dia, el jugador franquícia, Kobe Bryant, va passar a ser el primer capità i Pau Gasol, assenyalat en totes les travesses per ser traspassat, va passar a ser co-capità. Es va acabar la temporada regular amb 41-25 i guanyant la divisió Pacífic per una sola victòria de diferència enfront dels Clippers, van passar la 1° ronda enfront dels Nuggets en el setè partit i van ser eliminats en semifinals de Conferència per Oklahoma City Thunder per 4-1.

### 2012-2013: ArribenSupermanHoward i Steve Nash

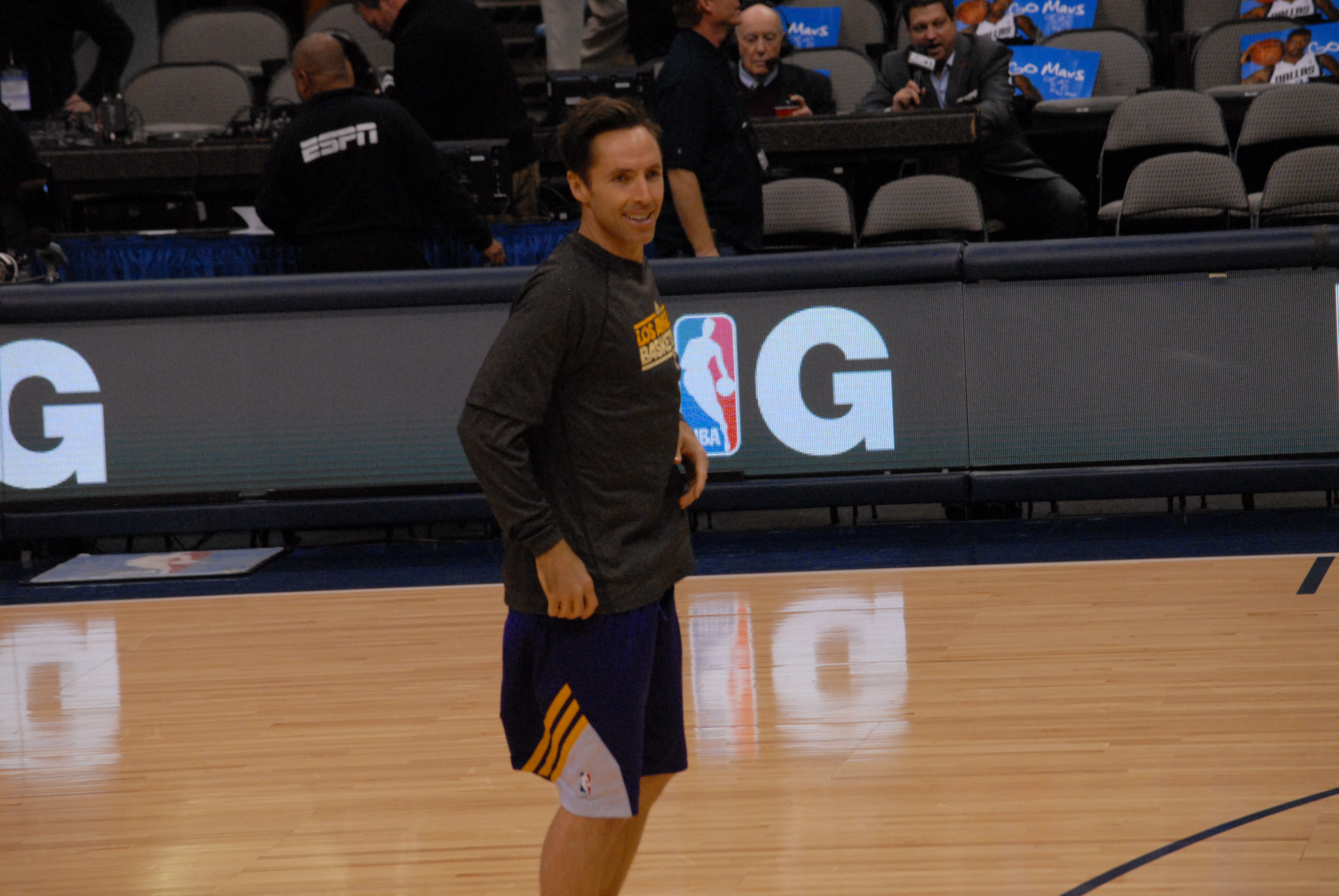
Steve Nash.

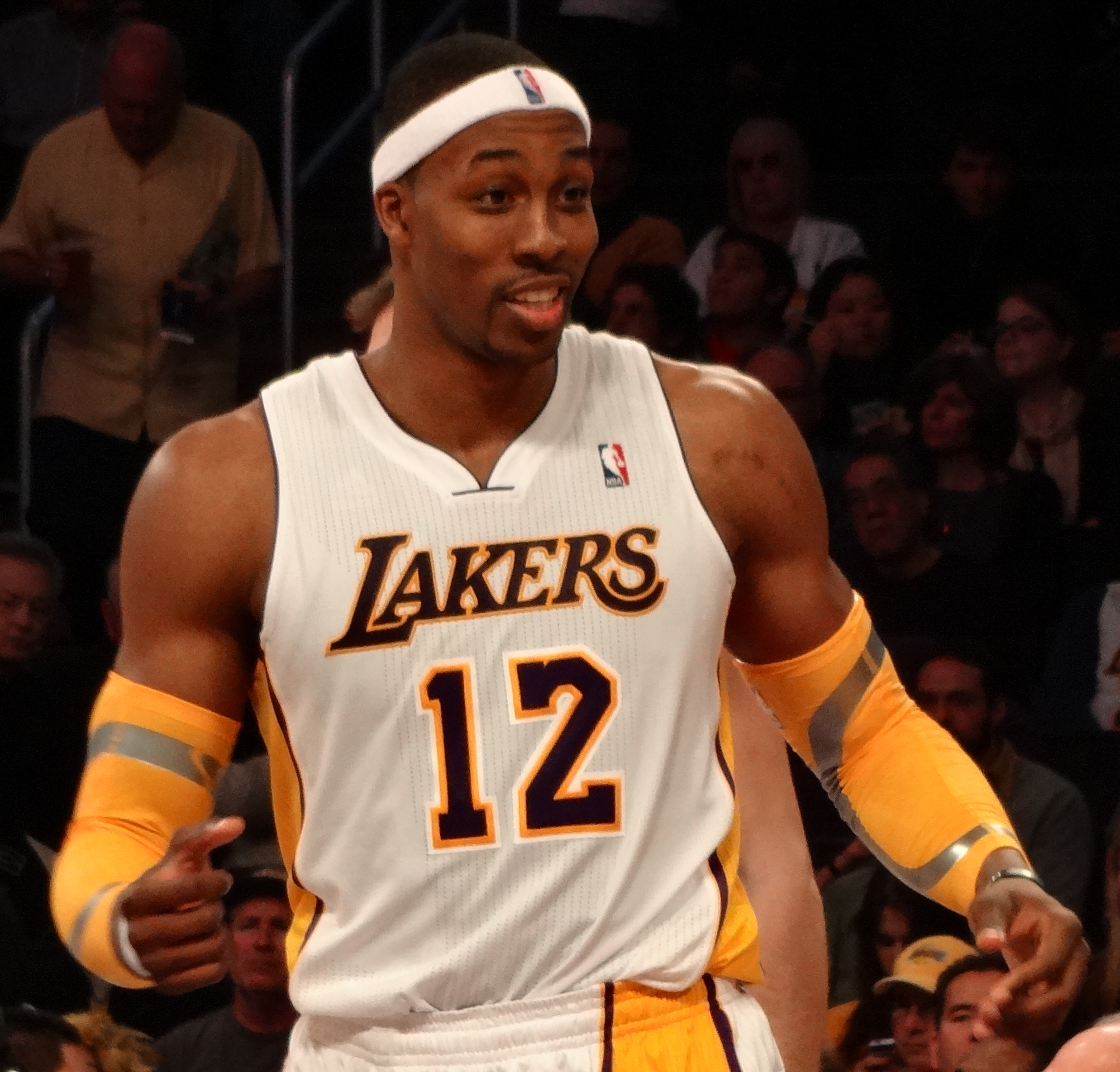
Dwight Howard, amb els Lakers en la temporada 2012-2013.

Steve Nash, dues vegades guanyador del MVP, que havia anunciat que deixaria els Phoenix Suns després de vuit anys, arriba als Àngels en protagonitzar un 'sign and trade' (un tipus de contracte permès en la NBA on un equip li ofereix un salari a un jugador i posteriorment ho ven a un altre equip). Els Lakers, per la seva banda, van enviar a canvi de Nash les primeres rondes del 'Draft' de 2013 i 2015 i les segones rondes de 2013 i 2014. Nash va signar finalment pels Lakers.
En l'estiu de 2012, i després d'una temporada repleta de rumors sobre la destinació del pivot Dwight Howard, aquest va acabar desembarcant en els Lakers en un traspàs a quatre bandes que va involucrar als Orlando Magic, Philadelphia 76ers i Denver Nuggets. Els Lakers van rebre a Howard, a més de Chris Duhon i Earl Clark dels propis Magic, a canvi, van traspassar a Andrew Bynum als Sixers i a Josh McRoberts i Christian Eyenga als Magic, a més d'una futura primera ronda de draft.
El 9 de novembre és acomiadat Mike Brown després d'una nefasta pretemporada, en la qual no van aconseguir cap victòria, i una mala arrencada de campionat. Va ser reemplaçat per Mike D'Antoni.
El 18 de febrer de 2013 es produeix una tràgica notícia en el si de la franquícia amb la mort del propietari Jerry Buss considerat una persona molt volguda en la lliga i un dels millors propietaris de la història. Des d'aquest moment la samarreta dels Lakers tindrà el logo de JB fins al final de la temporada.
Els Lakers acabarien amb un rècord de 45-37. Malgrat com es va començar la temporada, i com es va acabar, va ser una gran temporada pels Lakers, arribant a classificar setens en l'Oest. Però la pitjor notícia va venir del costat de la figura de l'equip californià, Kobe Bryant, que sofriria la pitjor lesió de la seva carrera fins al moment, es trencava el tendó d'Aquil·les faltant dos partits de temporada regular, deixant-ho de 6 a 9 mesos d'inactivitat. Als Lakers, els tocaria jugar contra els Sant Antonio Spurs, l'equip texà guanyaria el primer i el segon partit. Ja en el tercer, Steve Nash es lesionava i es perdria els dos següents partits. En aquests dos partits els Lakers perdrien la sèrie i s'acabaria una de les pitjors temporades de l'equip californià.

### 2013-2016: Transició groga

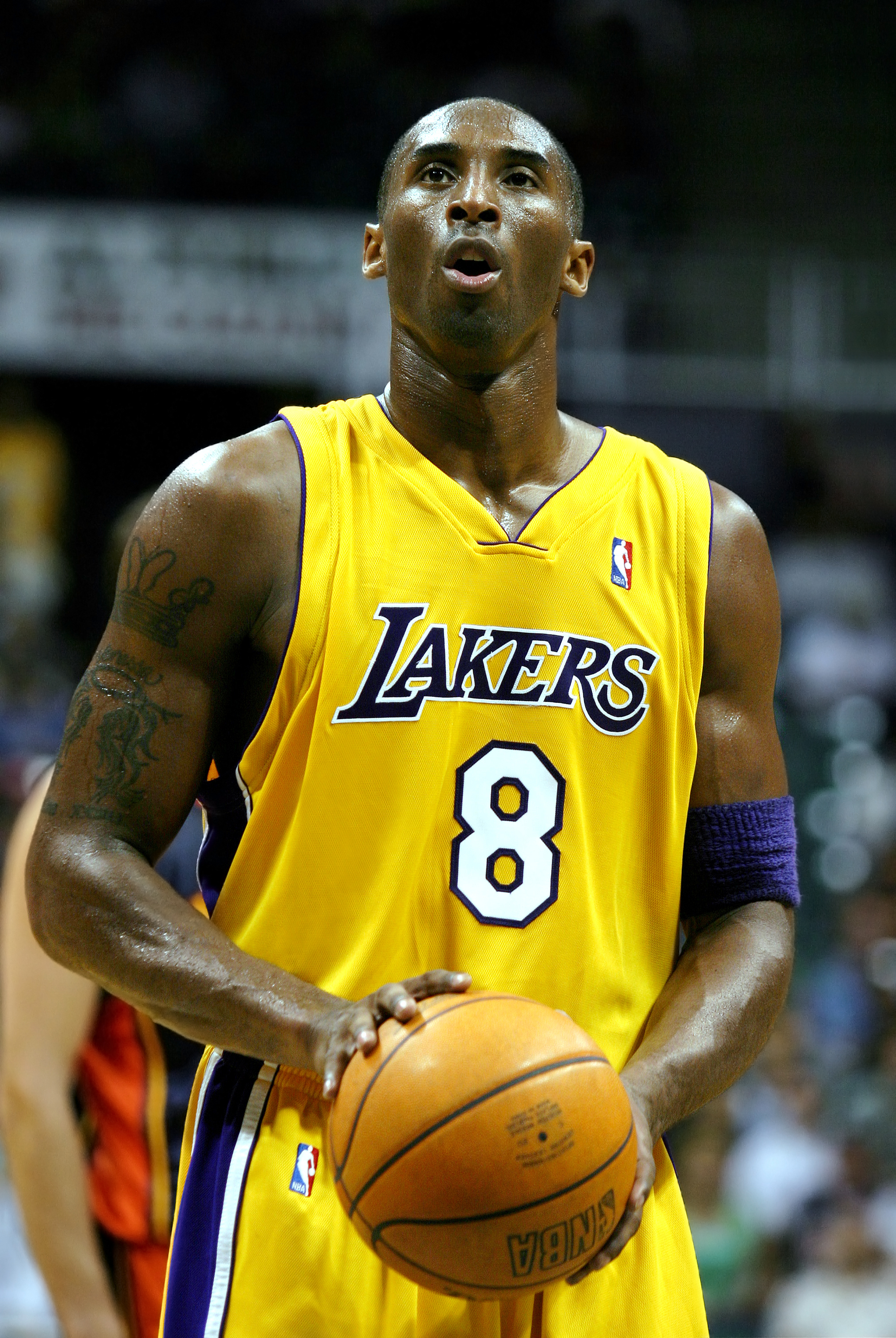
Kobe Bryant

L'equip de porpra i or no va aconseguir retenir al pivot Dwight Howard que va signar pels Houston Rockets. Amb la sortida d'Howard i el poc espai salarial els Lakers van fitxar a jugadors joves amb ganes si es fes un buit en la lliga com Wesley Johnson, Nick Young, Shawne Williams i Ryan Kelly. A més el base Jordan Farmar va tornar a l'equip on va debutar en la NBA després del seu pas per Europa. Finalment Chris Kaman va ser fitxat per exercir de pivot titular després de la marxa d'Howard. Ron Artest va ser acomiadat i per substituir-li va arribar Nick Young, que jugaria en l'equip del que sempre va ser seguidor.
L'equip va començar millor del que s'esperava sense el seu estel Kobe Bryant ni els continus problemes de Steve Nash. Després de jugar una setmana, Kobe Bryant va tornar a lesionar-se. Pau Gasol va quedar com l'únic estel de l'equip en bon estat de salut, encara que fatigat pels incessants rumors de traspàs que mai es van concretar, perquè els Lakers no van acceptar cap de les múltiples ofertes que van arribar per l'espanyol. L'equip va quedar en penúltim lloc de l'oest i Gasol, que va acabar contracte, va partir rumb als Chicago Bulls.
Amb la seva mala classificació, els Lakers van aconseguir la setena elecció del Draft de la NBA de 2014, amb la qual van seleccionar a Julius Randle. També es va fitxar a Jeremy Lin, encara que molt lluny del seu millor estat de forma. Byron Scott, integrant de la plantilla del Showtime dels anys 80, va substituir a Mike D'Antoni en la banqueta groga. En aquesta temporada les lesions es van encebar amb els Lakers: Randle es va trencar la tíbia i el peroné el dia del seu debut i va ser baixa tot l'any, el mateix que Steve Nash, que es va fracturar la columna en un accident domèstic, mentre Kobe Bryant va passar mitja temporada fora de les pistes afligit de dolors en diverses zones del cos. Els Lakers van tornar a quedar penúltims de la seva conferència i van obtenir la segona elecció del Draft de la NBA de 2015, D'Angelo Russell, a qui esperen convertir en el relleu generacional de Kobe Bryant.

### 2016-present: L'era post-Kobe Bryant
El 14 d'abril de 2016 el jugador franquícia Kobe Bryant posava punt final a la seva carrera aconseguint una victòria davant els Utah Jazz amb 60 punts de l'escorta. S'obre una nova etapa per a la franquícia sense la participació en el roster de Kobe Bryant després de 20 anys com a jugador. Dies més tard de la retirada del jugador, la franquícia angelina li va obsequiar amb un anell a ell i la seva esposa Vanesa, per tota la dedicació i tots els seus anys en la franquícia.
A principis de maig, els Lakers anuncien l'acomiadament de l'ex-entrenador Byron Scott i es fan amb els serveis de l'ex-jugador i entrenador ajudant dels Golden State Warriors Luke Walton per a les properes quatre temporades. El 20 de maig de 2016 els Lakers es fan amb la segona posició i la posició número 32 en el draft de la NBA en el sorteig. El 24 de juny de 2016 seleccionen en el Draft de la NBA a Brandon Ingram i a Ivica Zubac.
Durant l'estiu, Los Angeles Lakers es van fer en l'agència lliure amb dos grans jugadors com Timofey Mozgov i Luol Deng per aportar veterania a un equip en reconstrucció. Aconsegueixen renovar a Jordan Clarkson i Tarik Black a més d'aconseguir al mercat de traspassos a José Manuel Calderón per part dels Chicago Bulls de la NBA. A més, s'incorpora com a entrenador ajudant l'ex-jugador Brian Shaw.
Després del All Star Game, els Lakers van traspassar a Louis Williams i Marcelinho Huertas a canvi de Corey Brewer, Tyler Ennis i una primera ronda del draft 2018 als Houston Rockets. Posteriorment la franquícia va decidir donar descans als fitxatges estavelles de l'estiu Luol Deng i Timofey Mozgov fins a la temporada que ve amb la finalitat de desenvolupar als joves talents.

## Fanscèlebres

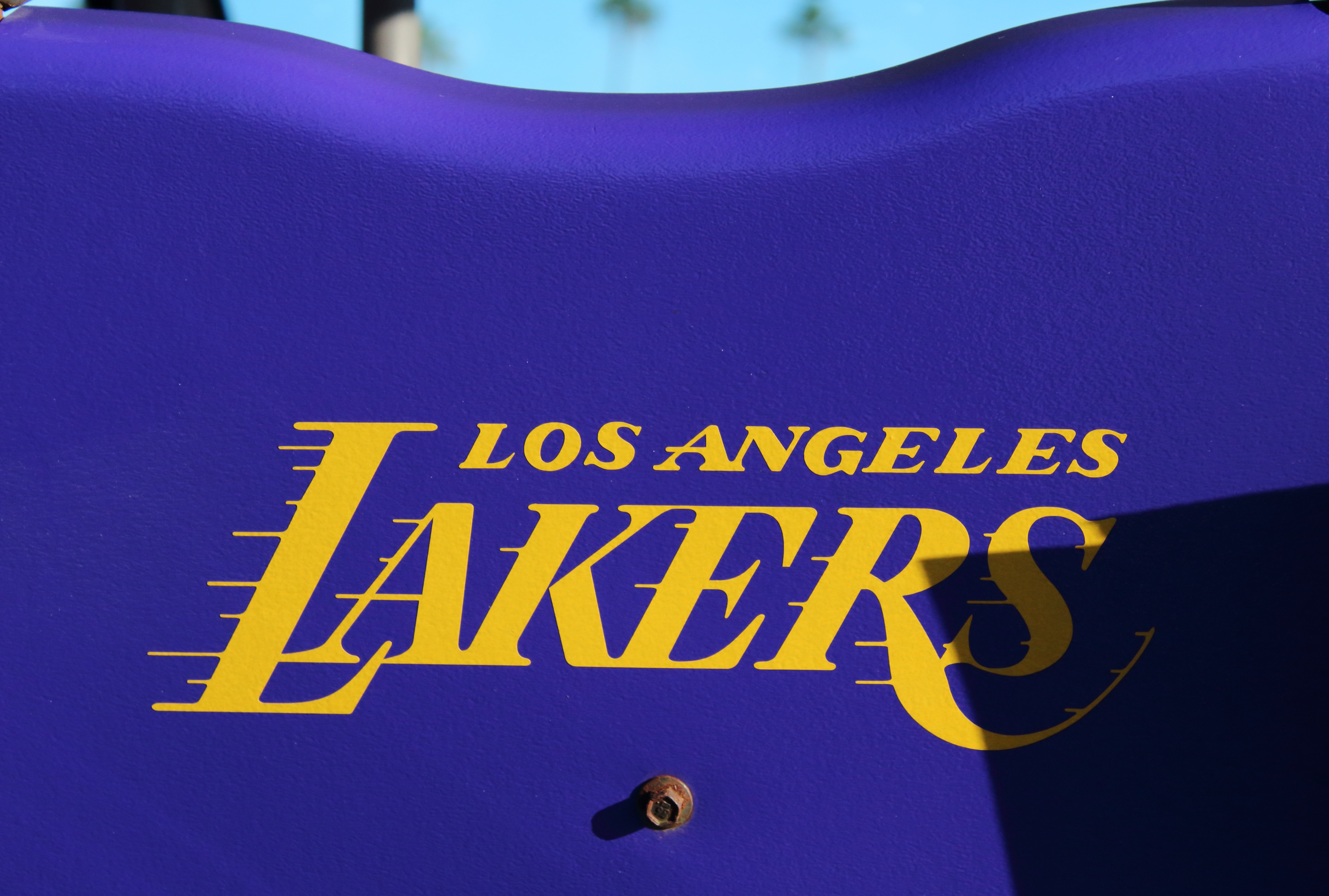
Estampeta de Los Angeles Lakers.

A causa de la proximitat de l'equip amb Hollywood, entre els fans dels Lakers es pot trobar bastants actors i músics famosos que habitualment acudeixen als partits a casa de l'equip. Jack Nicholson és el membre més assidu d'aquest grup, ja que compra abonaments de temporada des dels anys 70. Altres celebritats conegudes i assídues al Staples són Will Smith, Bruce Willis, Denzel Washington, Dustin Hoffman, Andy García, Patrick Swayze, Donald Sutherland, Penny Marshall, Ice Cube, Sylvester Stallone, Ryan Sheckler, Cameron Diaz, Dyan Cannon, Snoop Dogg, James Lafferty, Justin Timberlake, Trobi Berry, Leonardo DiCaprio, Richard Dreyfuss, Pete Sampras, Tobey Maguire, Edward Norton, Salma Hayek, Ashton Kutcher, Demi Moore, Tyra Banks, Antonio Banderas, Landon Donovan, David Beckham, Elisha Cuthbert, Charlize Theron, Robert Downey Jr., Jessica Alba, Mari Iijima, Adam Sandler, Hayden Panettiere, Zac Efron, Adam Levine.
Els components del grup musical californià Xarxa Hot Chili Peppers són també fans dels Lakers. Les cançons "Salute to Kareem" i "Magic Johnson", tributs a l'època daurada de l'equip, poden ser trobades en el seu àlbum Mother's Milk. Des de la temporada 2005-2006 el baixista del grup, Flea, escriu un blog sobre els Lakers en Nba.com.

## Historial (1946-2009)
Llegenda: V = Victòries, D = Derrotes, % = % de victòries
| Temporada                                                 | V                                                   | D                                                   | %                                                   | Playoffs | Resultats |
| Detroit Gems (NBL) (No inclòs als resultats totals)       | Detroit Gems (NBL) (No inclòs als resultats totals) | Detroit Gems (NBL) (No inclòs als resultats totals) | Detroit Gems (NBL) (No inclòs als resultats totals) | Detroit Gems (NBL) (No inclòs als resultats totals)                                                                                                  | Detroit Gems (NBL) (No inclòs als resultats totals)                                                                                  |
| --------------------------------------------------------- | --------------------------------------------------- | --------------------------------------------------- | --------------------------------------------------- | --- | --- |
| 1946-47                                                   | 4                                                   | 40                                                  | .091                                                | | |
| Minneapolis Lakers (NBL) (No inclòs als resultats totals) |                                                     |                                                     |                                                     | | |
| 1947-48                                                   | 43                                                  | 17                                                  | .717                                                | Guanyà la 1a ronda Guanyà les semifinals de l'NBL Guanyà l'NBL                                                                                       | Minneapolis 3, Oshkosh 1 Minneapolis 2, Tri-Cities 0 Minneapolis 3, Rochester 1                                                      |
| Minneapolis Lakers (BAA) (Inclòs als resultats totals)    |                                                     |                                                     |                                                     | | |
| 1948-49                                                   | 44                                                  | 16                                                  | .733                                                | Guanyà la 1a ronda Guanyà les semifinals de la BAA Guanyà la BAA Finals                                                                              | Minneapolis 2, Chicago 0 Minneapolis 2, Rochester 0 Minneapolis 4, Syracuse 2                                                        |
| Minneapolis Lakers (NBA)                                  |                                                     |                                                     |                                                     | | |
| 1949-50                                                   | 51                                                  | 17                                                  | .750                                                | Guanyà el joc per la 1a posició Guanyà les semifinals de divisió Guanyà la final de divisió Guanyà les semifinals de conferència Guanyà l'NBA Finals | Minneapolis davant Rochester Minneapolis 2, Chicago 0 Minneapolis 2, Ft. Wayne 0 Minneapolis 2, Anderson 0 Minneapolis 4, Syracuse 2 |
| 1950-51                                                   | 44                                                  | 24                                                  | .647                                                | Guanyà les semifinals de divisió Perdé les semfinals de divisió                                                                                      | Minneapolis 2, Indianapolis 1 Rochester 3 Minneapolis 1                                                                              |
| 1951-52                                                   | 40                                                  | 26                                                  | .606                                                | Guanyà les semifinals de divisió Guanyà la final de divisió Guanyà l'NBA Finals                                                                      | Minneapolis 2, Indianapolis 0 Minneapolis 3, Rochester 1 Minneapolis 4, New York 3                                                   |
| 1952-53                                                   | 48                                                  | 22                                                  | .686                                                | Guanyà les semifinals de divisió Guanyà la final de divisió Guanyà l'NBA Finals                                                                      | Minneapolis 2, Indianapolis 0 Minneapolis 3, Ft. Wayne 2 Minneapolis 4, New York 1                                                   |
| 1953-54                                                   | 46                                                  | 26                                                  | .639                                                | Round-Robin Round-Robin Guanyà la final de divisió Guanyà l'NBA Finals                                                                               | Minneapolis 3-0 over Rochester and Ft. Wayne Minneapolis 2, Rochester 1 Minneapolis 4, Syracuse 3                                    |
| 1954-55                                                   | 40                                                  | 32                                                  | .556                                                | Guanyà les semifinals de divisió Perdé la final de divisió                                                                                           | Minneapolis 2, Rochester 1 Ft. Wayne 3, Minneapolis 1                                                                                |
| 1955-56                                                   | 33                                                  | 39                                                  | .458                                                | Guanyà el joc per la 2a posició Perdé les semifinals de divisió                                                                                      | Minneapolis davant St. Louis 2, Minneapolis 1                                                                                        |
| 1956-57                                                   | 34                                                  | 38                                                  | .472                                                | Perdé el Division Tiebreaker Guanyà les semifinals de divisió Perdé la final de divisió                                                              | St. Louis davant Minneapolis Minneapolis 2, Ft. Wayne 0 St. Louis 3, Minneapolis 0                                                   |
| 1957-58                                                   | 19                                                  | 53                                                  | .264                                                | | |
| 1958-59                                                   | 33                                                  | 39                                                  | .458                                                | Guanyà les semifinals de divisió Guanyà la final de divisió Perdé l'NBA Finals                                                                       | Minneapolis 2, Detroit 1 Minneapolis 4, St. Louis 2 Boston 4, Minneapolis 0                                                          |
| 1959-60                                                   | 25                                                  | 50                                                  | .333                                                | Guanyà les semifinals de divisió Perdé la final de divisió                                                                                           | Minneapolis 2, Detroit 0 St. Louis 4, Minneapolis 3                                                                                  |
| Los Angeles Lakers                                        |                                                     |                                                     |                                                     | | |
| 1960-61                                                   | 36                                                  | 43                                                  | .456                                                | Guanyà les semifinals de divisió Perdé la final de divisió                                                                                           | Los Angeles 2, Detroit 0 St. Louis 4, Los Angeles 3                                                                                  |
| 1961-62                                                   | 54                                                  | 26                                                  | .675                                                | Guanyà la final de divisió Perdé l'NBA Finals | Los Angeles 3, Detroit 2 Boston 4, Los Angeles 3                                                                                     |
| 1962-63                                                   | 53                                                  | 27                                                  | .663                                                | Guanyà la final de divisió Perdé l'NBA Finals | Los Angeles 4, St. Louis 3 Boston 4, Los Angeles 2                                                                                   |
| 1963-64                                                   | 42                                                  | 38                                                  | .525                                                | Perdé les semifinals de divisió | St. Louis 3, Los Angeles 2 |
| 1964-65                                                   | 49                                                  | 31                                                  | .613                                                | Guanyà la final de divisió Perdé l'NBA Finals | Los Angeles 4, Baltimore 2 Boston 4, Los Angeles 1                                                                                   |
| 1965-66                                                   | 45                                                  | 35                                                  | .563                                                | Guanyà la final de divisió Perdé l'NBA Finals | Los Angeles 4, St. Louis 3 Boston 4, Los Angeles 3                                                                                   |
| 1966-67                                                   | 36                                                  | 45                                                  | .444                                                | Perdé les semifinals de divisió | San Francisco 3, Los Angeles 0 |
| 1967-68                                                   | 52                                                  | 30                                                  | .634                                                | Guanyà les semifinals de divisió Guanyà la final de divisió Perdé l'NBA Finals                                                                       | Los Angeles 4, Chicago 1 Los Angeles 4, San Francisco 0 Boston 4, Los Angeles 2                                                      |
| 1968-69                                                   | 55                                                  | 27                                                  | .671                                                | Guanyà les semifinals de divisió Guanyà la final de divisió Perdé l'NBA Finals                                                                       | Los Angeles 4, San Francisco 2 Los Angeles 4, Atlanta 1 Boston 4, Los Angeles 3                                                      |
| 1969-70                                                   | 46                                                  | 36                                                  | .561                                                | Guanyà les semifinals de conferència Guanyà la final de conferència Perdé l'NBA Finals                                                               | Los Angeles 4, Phoenix 3 Los Angeles 4, Atlanta 0 New York 4, Los Angeles 3                                                          |
| 1970-71                                                   | 48                                                  | 34                                                  | .585                                                | Guanyà les semifinals de conferència Perdé la final de conferència                                                                                   | Los Angeles 4, Chicago 3 Milwaukee 4, Los Angeles 1                                                                                  |
| 1971-72                                                   | 69                                                  | 13                                                  | .841                                                | Guanyà les semifinals de conferència Guanyà la final de conferència Guanyà l'NBA Finals                                                              | Los Angeles 4, Chicago 0 Los Angeles 4, Milwaukee 2 Los Angeles 4, New York 1                                                        |
| 1972-73                                                   | 60                                                  | 22                                                  | .732                                                | Guanyà les semifinals de conferència Guanyà la final de conferència Perdé l'NBA Finals                                                               | Los Angeles 4, Chicago 3 Los Angeles 4, Golden State 1 New York 4, Los Angeles 1                                                     |
| 1973-74                                                   | 47                                                  | 35                                                  | .573                                                | Perdé la 1a ronda | Milwaukee 4, Los Angeles 1 |
| 1974-75                                                   | 30                                                  | 52                                                  | .366                                                | | |
| 1975-76                                                   | 40                                                  | 42                                                  | .488                                                | | |
| 1976-77                                                   | 53                                                  | 29                                                  | .646                                                | Guanyà les semifinals de conferència Perdé la final de conferència                                                                                   | Los Angeles 4, Golden State 3 Portland 4, Los Angeles 0                                                                              |
| 1977-78                                                   | 45                                                  | 37                                                  | .549                                                | Perdé la 1a ronda | Seattle 2, Los Angeles 1 |
| 1978-79                                                   | 47                                                  | 35                                                  | .573                                                | Guanyà la 1a ronda Perdé les semifinals de conferència                                                                                               | Los Angeles 2, Denver 1 Seattle 4, Los Angeles 1                                                                                     |
| 1979-80                                                   | 60                                                  | 22                                                  | .732                                                | Guanyà les semifinals de conferència Guanyà la final de conferència Guanyà l'NBA Finals                                                              | Los Angeles 4, Phoenix 1 Los Angeles 4, Seattle 1 Los Angeles 4, Philadelphia 2                                                      |
| 1980-81                                                   | 54                                                  | 28                                                  | .659                                                | Perdé la 1a ronda | Houston 2, Los Angeles 1 |
| 1981-82                                                   | 57                                                  | 25                                                  | .695                                                | Guanyà les semifinals de conferència Guanyà la final de conferència Guanyà l'NBA Finals                                                              | Los Angeles 4, Phoenix 0 Los Angeles 4, San Antonio 0 Los Angeles 4, Philadelphia 2                                                  |
| 1982-83                                                   | 58                                                  | 24                                                  | .707                                                | Guanyà les semifinals de conferència Guanyà la final de conferència Perdé l'NBA Finals                                                               | Los Angeles 4, Portland 1 Los Angeles 4, San Antonio 2 Philadelphia 4, Los Angeles 0                                                 |
| 1983-84                                                   | 54                                                  | 28                                                  | .659                                                | Guanyà la 1a ronda Guanyà les semifinals de conferència Guanyà la final de conferència Perdé l'NBA Finals                                            | Los Angeles 3, Kansas City 0 Los Angeles 4, Dallas 1 Los Angeles 4, Phoenix 2 Boston 4, Los Angeles 3                                |
| 1984-85                                                   | 62                                                  | 20                                                  | .756                                                | Guanyà la 1a ronda Guanyà les semifinals de conferència Guanyà la final de conferència Guanyà l'NBA Finals                                           | LA Lakers 3, Phoenix 0 LA Lakers 4, Portland 1 LA Lakers 4, Denver 1 LA Lakers 4, Boston 2                                           |
| 1985-86                                                   | 62                                                  | 20                                                  | .756                                                | Guanyà la 1a ronda Guanyà les semifinals de conferència Perdé la final de conferència                                                                | LA Lakers 3, San Antonio 0 LA Lakers 4, Dallas 2 Houston 4, LA Lakers 1                                                              |
| 1986-87                                                   | 65                                                  | 17                                                  | .793                                                | Guanyà la 1a ronda Guanyà les semifinals de conferència guanyà la final de conferència Guanyà l'NBA Finals                                           | LA Lakers 3, Denver 0 LA Lakers 4, Golden State 1 LA Lakers 4, Seattle 0 LA Lakers 4, Boston 2                                       |
| 1987-88                                                   | 62                                                  | 20                                                  | .756                                                | Guanyà la 1a ronda Won Conference Semifinals Won Conference Finals Won NBA Finals                                                                    | LA Lakers 3, San Antonio 0 LA Lakers 4, Utah 3 LA Lakers 4, Dallas 3 LA Lakers 4, Detroit 3                                          |
| 1988-89                                                   | 57                                                  | 25                                                  | .695                                                | Won First Round Won Conference Semifinals Won Conference Finals Lost NBA Finals                                                                      | LA Lakers 3, Portland 0 LA Lakers 4, Seattle 0 LA Lakers 4, Phoenix 0 Detroit 4, LA Lakers 0                                         |
| 1989-90                                                   | 63                                                  | 19                                                  | .768                                                | Won First Round Lost Conference Semifinals | LA Lakers 3, Houston 1 Phoenix 4, LA Lakers 1                                                                                        |
| 1990-91                                                   | 58                                                  | 24                                                  | .707                                                | Won First Round Won Conference Semifinals Won Conference Finals Lost NBA Finals                                                                      | LA Lakers 3, Houston 0 LA Lakers 4, Golden State 1 LA Lakers 4, Portland 2 Chicago 4, LA Lakers 1                                    |
| 1991-92                                                   | 43                                                  | 39                                                  | .524                                                | Lost First Round | Portland 3, LA Lakers 1 |
| 1992-93                                                   | 39                                                  | 43                                                  | .476                                                | Lost First Round | Phoenix 3, LA Lakers 2 |
| 1993-94                                                   | 33                                                  | 49                                                  | .402                                                | | |
| 1994-95                                                   | 48                                                  | 34                                                  | .585                                                | Won First Round Lost Conference Semifinals | L.A. Lakers 3, Seattle 1 San Antonio 4, L.A. Lakers 2                                                                                |
| 1995-96                                                   | 53                                                  | 29                                                  | .646                                                | Lost First Round | Houston 3, L.A. Lakers 1 |
| 1996-97                                                   | 56                                                  | 26                                                  | .683                                                | Won First Round Lost Conference Semifinals | L.A. Lakers 3, Portland 1 Utah 4, L.A. Lakers 1                                                                                      |
| 1997-98                                                   | 61                                                  | 21                                                  | .744                                                | Won First Round Won Conference Semifinals Lost Conference Finals                                                                                     | L.A. Lakers 3, Portland 1 L.A. Lakers 4, Seattle 1 Utah 4, L.A. Lakers 0                                                             |
| 1998-99                                                   | 31                                                  | 19                                                  | .620                                                | Won First Round Lost Conference Semifinals | L.A. Lakers 3, Houston 1 San Antonio 4, L.A. Lakers 0                                                                                |
| 1999-2000                                                 | 67                                                  | 15                                                  | .817                                                | Won First Round Won Conference Semifinals Won Conference Finals Won NBA Finals                                                                       | L.A. Lakers 3, Sacramento 2 L.A. Lakers 4, Phoenix 1 L.A. Lakers 4, Portland 3 L.A. Lakers 4, Indiana 2                              |
| 2000-01                                                   | 56                                                  | 26                                                  | .683                                                | Won First Round Won Conference Semifinals Won Conference Finals Won NBA Finals                                                                       | L.A. Lakers 3, Portland 0 L.A. Lakers 4, Sacramento 0 L.A. Lakers 4, San Antonio 0 L.A. Lakers 4, Philadelphia 1                     |
| 2001-02                                                   | 58                                                  | 24                                                  | .707                                                | Won First Round Won Conference Semifinals Won Conference Finals Won NBA Finals                                                                       | L.A. Lakers 3, Portland 0 L.A. Lakers 4, San Antonio 1 L.A. Lakers 4, Sacramento 3 L.A. Lakers 4, New Jersey 0                       |
| 2002-03                                                   | 50                                                  | 32                                                  | .610                                                | Won First Round Lost Conference Semifinals | L.A. Lakers 4, Minnesota 2 San Antonio 4, L.A. Lakers 2                                                                              |
| 2003-04                                                   | 56                                                  | 26                                                  | .683                                                | Won First Round Won Conference Semifinals Won Conference Finals Lost NBA Finals                                                                      | L.A. Lakers 4, Houston 1 L.A. Lakers 4, San Antonio 2 L.A. Lakers 4, Minnesota 2 Detroit 4, LA Lakers 1                              |
| 2004-05                                                   | 34                                                  | 48                                                  | .415                                                | | |
| 2005-06                                                   | 45                                                  | 37                                                  | .549                                                | Lost First Round | Phoenix 4, L.A. Lakers 3 |
| 2006-07                                                   | 42                                                  | 40                                                  | .519                                                | Lost First Round | Phoenix 4, L.A. Lakers 1 |
| 2007-08                                                   | 57                                                  | 25                                                  | .695                                                | Won First Round Won Conference Semifinals Won Conference Finals Lost NBA Finals                                                                      | L.A. Lakers 4, Denver 0 L.A. Lakers 4, Utah 2 L.A. Lakers 4, San Antonio 1 Boston 4, L.A. Lakers 2                                   |
| 2008-09                                                   | 65                                                  | 17                                                  | .793                                                | Won First Round Won Conference Semifinals Won Conference Finals Won NBA Finals                                                                       | L.A. Lakers 4, Utah 1 L.A. Lakers 4, Houston 3 L.A. Lakers 4, Denver 2 L.A. Lakers 4, Orlando 1                                      |

## Pavellons
- Minneapolis Auditorium (1948-1959)
- Minneapolis Armory (1959-1960) 
  - (A causa de problemes de calendari, els Lakers en realitat jugaven tant en l'Auditorium com en l'Armory durant el període entre 1947 i 1960. També van jugar diversos partits en el St Paul Auditorium)
- Los Angeles Memorial Sports Arena (1960-1967)
- The Forum (Great Western Fòrum) (1967-1999)
- Staples Center (1999-2021)
- Crypto.com Arena (2021-present)

## Jugadors destacats

### Números retirats
- 8 / 24 Kobe Bryant[37]
- 34 Shaquille O'Neal, C, 1996-2004
- 13 Wilt Chamberlain, C, 1968-73
- 22 Elgin Baylor, F, 1958-71

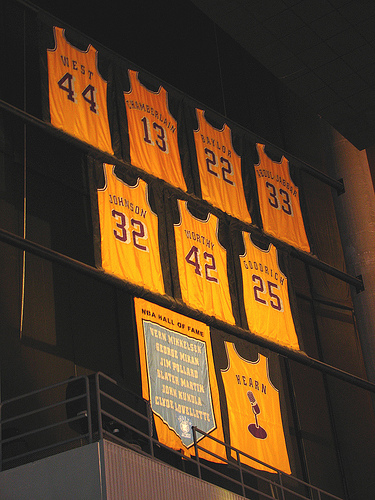
Números retirats

- 25 Gail Goodrich, G, 1965-68 & 1970-76
- 32 Magic Johnson, G, 1979-91 & 1995-96; Entrenador 1994
- 33 Kareem Abdul-Jabbar, C, 1975-89
- 42 James Worthy, F, 1982-94
- 44 Jerry West, G, 1960-74; Entrenador, 1976-79; General Manager, 1981-2002
- MIC Chick Hearn, Comentarista, 1960-2002